# Julia Chang Lin
Julia Chang Lin (* 4. Mai 1928 in Shanghai; † 1. August 2013 in New York City) war eine US-amerikanische Literaturwissenschaftlerin.

## Leben
Sie absolvierte das Smith College (1951) mit einem Bachelor-Abschluss in Englisch und erwarb außerdem einen Master-Abschluss in Englisch (1952) und einen Doktortitel in chinesischer Sprache und Literatur (1965) an der University of Washington. Sie lehrte von 1959 bis 1998 an der Ohio University.
Lin war mit dem Keramiker Henry Huan Lin, Dekan des Ohio University College of Fine Arts, verheiratet und Mutter der Bildhauerin Maya Lin sowie des Dichters und Professors für Englisch Tan Lin.

## Schriften (Auswahl)
- Modern Chinese poetry. An introduction. London 1972, ISBN 0-04-895019-X.
- Essays on contemporary Chinese poetry. Athens 1985, ISBN 0-8214-0804-6.
- Women of the red plain. An anthology of contemporary Chinese women's poetry. London 1992, ISBN 0-14-058647-4.
- Twentieth-century Chinese women's poetry. An anthology. Armonk 2009, ISBN 978-0-7656-2368-3.